# 富瓦西莱韦兹莱
富瓦西莱韦兹莱（法語：Foissy-lès-Vézelay，法語發音：[fwasi lɛ vez(ə)lɛ]，意为“韦兹莱附近的富瓦西”）是法国勃艮第-弗朗什-孔泰大区约讷省的一个市镇，属于阿瓦隆区。

## 地理
富瓦西莱韦兹莱（47°26'9"N, 3°45'51"E）面积5.53 平方千米，位于法国勃艮第-弗朗什-孔泰大區约讷省，该省份为法国中北部内陆省份，西接卢瓦雷省，西北接塞纳-马恩省，南至涅夫勒省，东临科多尔省，东北与奥布省接壤。
与富瓦西莱韦兹莱接壤的市镇（或旧市镇、城区）包括：圣佩尔、韦兹莱附近丰特奈、皮埃尔佩尔蒂、韦兹莱。

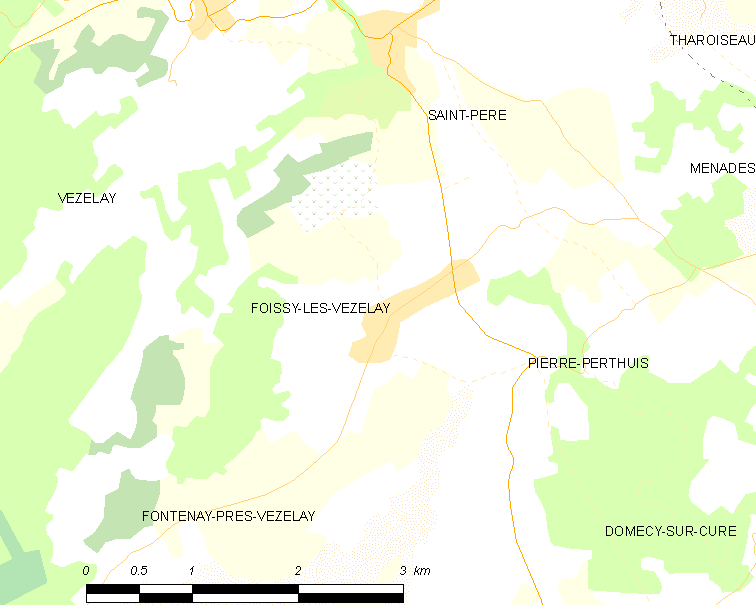
富瓦西莱韦兹莱的OSM定位图

富瓦西莱韦兹莱的时区为UTC+01:00、UTC+02:00（夏令时）。

## 行政
富瓦西莱韦兹莱的邮政编码为89450，INSEE市镇编码为89170。

## 政治
富瓦西莱韦兹莱所属的省级选区为茹拉维尔县。

## 人口

1962-2008年间富瓦西莱韦兹莱人口变化图示

富瓦西莱韦兹莱于2022年1月1日时的人口数量为115人。